# USS Breeman (DE-104)
USS Breeman (DE-104) là một tàu hộ tống khu trục lớp Cannon từng phục vụ cùng Hải quân Hoa Kỳ trong Chiến tranh Thế giới thứ hai. Nó là chiếc tàu chiến duy nhất của Hải quân Hoa Kỳ được đặt theo tên George Breeman (1880-1937), hạ sĩ quan từng được trao tặng Huân chương Danh dự do đã hành động anh dũng trong một tai nạn nổ tháp pháo trên thiết giáp hạm USS Kearsarge (BB-5) năm 1906. Nó đã phục vụ cho đến khi chiến tranh kết thúc, xuất biên chế năm 1946, rồi được chuyển cho Hải quân Trung Hoa dân quốc năm 1948, và tiếp tục phục vụ như là chiếc ROCS Taihu (DE-24) (太湖 - Hán-Việt: Thái Hồ) cho đến năm 1972. Con tàu bị tháo dỡ sau đó. Breeman được tặng thưởng một Ngôi sao Chiến trận do thành tích phục vụ trong Thế Chiến II.

## Thiết kế và chế tạo
Lớp Cannon có thiết kế hầu như tương tự với lớp Buckley dẫn trước; khác biệt chủ yếu là ở hệ thống động lực Kiểu DET (diesel electric tandem). Các động cơ diesel đặt nối tiếp nhau dẫn động máy phát điện để cung cấp điện năng quay trục chân vịt cho con tàu. Động cơ diesel có ưu thế về hiệu suất sử dụng nhiên liệu, giúp cho lớp Cannon cải thiện được tầm xa hoạt động, nhưng đánh đổi lấy tốc độ chậm hơn.
Vũ khí trang bị bao gồm ba pháo 3 in (76 mm)/50 cal trên tháp pháo nòng đơn có thể đối hạm hoặc phòng không, một khẩu đội pháo phòng không Bofors 40 mm nòng đôi và tám pháo phòng không Oerlikon 20 mm. Vũ khí chống ngầm bao gồm một dàn súng cối chống tàu ngầm Hedgehog Mk. 10 (có 24 nòng và mang theo 144 quả đạn); hai đường ray Mk. 9 và tám máy phóng K3 Mk. 6 để thả mìn sâu. Con tàu vẫn giữ lại ba ống phóng ngư lôi Mark 15 21 inch (533 mm). Thủy thủ đoàn đầy đủ bao gồm 15 sĩ quan và 201 thủy thủ.
Breeman được đặt lườn tại xưởng tàu của hãng Dravo Corporation ở Wilmington, Delaware vào ngày 20 tháng 3, 1943. Nó được hạ thủy vào ngày 4 tháng 9, 1943, được đỡ đầu bởi bà Marie Breeman Schellgell, cháu gái hạ sĩ quan Breeman, và nhập biên chế cùng Hải quân Hoa Kỳ vào ngày 12 tháng 12, 1943 dưới quyền chỉ huy của Hạm trưởng, Thiếu tá Hải quân Edward N. W. Hunter.

## Lịch sử hoạt động

### USSBreeman
Sau khi hoàn tất việc chạy thử máy tại khu vực Bermuda từ ngày 11 tháng 1 đến ngày 1 tháng 2, 1944, Breeman quay trở lại Norfolk, Virginia vào ngày 5 tháng 2 để được sửa chữa sau chạy thử máy. Trong thành phần Đội hộ tống 48, nó rời vịnh Chesapeake vào ngày 16 tháng 2 để tham gia Đội đặc nhiệm 21.16, một đội tìm-diệt chống tàu ngầm được hình thành chung quanh tàu sân bay hộ tống Block Island (CVE-21). Sau khi được tiếp nhiên liệu ngoài khơi Fayal thuộc quần đảo Azores, đội đặc nhiệm tiến hành tuần tra nhằm truy lùng tàu ngầm U-boat Đức hoạt động dọc theo tuyến đường hàng hải chính vượt Đại Tây Dương sang đến tận Casablanca, Maroc. Cho dù không trực tiếp tham gia hoạt động tác chiến nào, Đội đặc nhiệm 21.16 đã đánh chìm được ít nhất hai tàu U-boat trước khi đi đến Casablanca vào ngày 8 tháng 3. Đơn vị lại trở ra khơi vào ngày 12 tháng 3, và máy bay xuất phát từ Block Island đã đánh chìm chiếc U-1059 tại tọa độ 13°10′B 33°44′T / 13,167°B 33,733°T vào ngày 19 tháng 3; Breeman đã giúp vào việc cứu vớt những người sống sót từ chiếc tàu U-boat đối phương.
Breeman cùng với tàu chị em Bronstein (DE-189) tách khỏi Đội đặc nhiệm 21.16 vào ngày 23 tháng 3 và đi đến Dakar, Tây Phi vào ngày hôm sau, nơi họ chất lên tàu một lô hàng quý giá: số vàng trị giá 60 triệu Đô la thuộc sở hữu của Ngân hàng Ba Lan. Hai chiếc tàu chiến rời Dakar vào ngày 26 tháng 3 để hướng đến New York theo tuyến đường trực tiếp và an toàn nhất, đến nơi vào ngày 3 tháng 4. Sau khi được sửa chữa, Breeman lại ra khơi vào ngày 12 tháng 4 trong thành phần một đội tìm-diệt khác vốn tham gia vào lực lượng hộ tống cho Đoàn tàu UGS-39 vượt Đại Tây Dương để đi sang Bắc Phi; đoàn tàu đi đến Bizerte, Tunisia an toàn vào ngày 3 tháng 5. Nó lại hộ tống cho Đoàn tàu GUS 39 trong chặng quay trở về, về đến Norfolk vào ngày 29 tháng 5. Sau khi được bảo trì tại Xưởng hải quân New York, con tàu tiến hành huấn luyện ôn tập tại khu vực Casco Bay, Maine trong chín ngày vào giữa tháng 6.
Khởi hành hướng xuống phía Nam vào ngày 21 tháng 6, Breeman gia nhập Đội đặc nhiệm 21.10, một đội tìm-diệt tàu ngầm khác được hình thành chung quanh tàu sân bay hộ tống Card (CVE-11). Đội đã tấn công một số tín hiệu sonar nghi ngờ và đã đánh chìm ít nhất một chiếc U-boat; tuy nhiên Breeman lại không trực tiếp tham gia hoạt động tác chiến nào. Nó quay trở về New York vào cuối tháng 8 để được sửa chữa, rồi hoạt động huấn luyện ôn tập tại khu vực Casco Bay vào đầu tháng 9. Nó gia nhập trở lại cùng đội tìm-diệt của Card gần Bermuda vào ngày 18 tháng 9 để tiếp tục huấn luyện, nhưng không lâu sau đó bị hư hại chân vịt và buộc phải quay trở về Xưởng hải quân New York để sửa chữa. Hoàn tất việc sửa chữa, nó lên đường vào ngày 23 tháng 10 để huấn luyện ngư lôi tại Căn cứ Tàu ngầm Hải quân New London ở New London, Connecticut và tại Casco Bay. Đến ngày 24 tháng 11, nó cùng Đội hộ tống 48 một lần nữa tham gia cùng Card để hình thành Đội đặc nhiệm 22.2. Trong khoảng một tháng, lực lượng đã tiến hành huấn luyện chống tàu ngầm tại khu vực Bermuda, rồi nó quay trở về New York vào ngày 29 tháng 12.
Gia nhập trở lại Đội đặc nhiệm 22.2 vào ngày 12 tháng 1, 1945, Breeman phục vụ trong vai trò hộ tống và canh phòng máy bay để huấn luyện chuẩn nhận phi công ngoài khơi Quonset Point, Rhode Island. Đến ngày 22 tháng 1, nó cùng Đội hộ tống 48 gia nhập cùng tàu sân bay hộ tống Bogue (CVE-9) và lên đường đi Norfolk. Vào cuối tháng 2 và đầu tháng 3, con tàu lại ra khơi cùng đội tìm-diệt hình thành chung quanh Bogue, nhưng việc truy tìm tàu U-boat đối phương hoạt động về phía Nam Iceland không đem lại kết quả; lực lượng quay trở về New York vào ngày 17 tháng 3. Sang đầu tháng 4, nó thực hành huấn luyện tại khu vực New London trong thành phần đội tìm-diệt của Card, rồi từ ngày 15 tháng 4 đến ngày 5 tháng 5, đội đặc nhiệm lại hoạt động truy lùng tàu ngầm đối phương tại vùng biển ngoài khơi Virginia. Sau đó Breeman chuyển đến khu vực Quonset Point để tiếp tục phục vụ canh phòng máy bay cho các tàu sân bay huấn luyện chuẩn nhận phi công.
Vào giữa tháng 8, Breeman gia nhập cùng tàu sân bay hộ tống Mission Bay (CVE-59) cho một chuyến đi đến Port Everglades, Florida, nơi nó phục vụ canh phòng máy bay trong khi chiếc tàu sân bay hoạt động huấn luyện chuẩn nhận phi công tàu sân bay. Nó lại hướng lên phía Bắc vào ngày 2 tháng 10, và được đại tu nhằm chuẩn bị ngừng hoạt động tại Xưởng hải quân New York, công việc kéo dài cho đến ngày 13 tháng 11. Chiếc tàu hộ tống khu trục lại đi xuống phía Nam hướng đến Florida, đi đến Green Cove Springs, Florida vào ngày 16 tháng 11, nơi con tàu được cho xuất biên chế vào ngày 26 tháng 4, 1946 và được đưa về Đội Green Cove Springs trực thuộc Hạm đội Dự bị Đại Tây Dương. Tên nó được cho rút khỏi danh sách Đăng bạ Hải quân vào ngày 22 tháng 12, 1948.

### ROCSTaihu(DE-24)
Con tàu được chuyển cho Hải quân Trung Hoa dân quốc vào ngày 29 tháng 10, 1948, và được đổi tên thành ROCS Taihu (DE-24) (太湖 - Hán-Việt: Thái Hồ).
Cùng với chính phủ Trung Hoa dân quốc và lực lượng Quốc dân Đảng, Taihu triệt thoái sang Đài Loan vào năm 1949. Vào ngày 12 tháng 5, 1954, theo mệnh lệnh trực tiếp của Tổng thống Đài Loan, Thống chế Tưởng Giới Thạch thi hành một Chính sách Đóng cửa phong tỏa các cảng biển đã bị lực lượng Trung Cộng kiểm soát; nó dẫn đầu một lực lượng hải quân trong hoạt động tấn công và chiếm giữ chiếc tàu chở hàng dân sự Ba Lan Prezydent Gottwald, tại vùng biển về phía Đông quần đảo Batanes, Philippines và phía Nam Okinawa, ở tọa độ 23°45′B 128°35′Đ / 23,75°B 128,583°Đ. 33 thủy thủ người Ba Lan cùng 12 thủy thủ người Trung Quốc thoạt tiên bị giam giữ tại Cơ Long, và sau đó tại Tả Doanh, Cao Hùng; họ lần lượt được phóng thích, xử tử, qua đời hay bị giam giữ cho đến 34 năm sau.
Taiho ngừng hoạt động vào năm 1972 và bị tháo dỡ sau đó.

## Phần thưởng
Breeman được tặng thưởng một Ngôi sao Chiến trận do thành tích phục vụ trong Thế Chiến II.
|  | Bronze star |

| Huân chương Chiến dịch Hoa Kỳ | Huân chương Chiến dịch Châu Âu-Châu Phi-Trung Đông với 1 Ngôi sao Chiến trận | Huân chương Chiến thắng Thế Chiến II |